# NGC 1617
NGC 1617 (другие обозначения — ESO 157-41, PGC 15405) — спиральная галактика с перемычкой (SBa) в созвездии Золотой Рыбы. Открыта Джеймсом Данлопом в 1826 году. Описание Дрейера: «яркий, крупный объект, заметно вытянутый в позиционном угле 106°, сильно более яркий в середине и ядре диаметром в 5 секунд дуги». В галактике наблюдались гравитационные волны.
Этот объект входит в число перечисленных в оригинальной редакции «Нового общего каталога».
Галактика NGC 1617 входит в состав группы галактик la Dorade. Помимо NGC 1617 в группу также входят ещё 25 галактик.